# Вагинов, Константин Константинович
Константин Константинович Ва́гинов (до 1915 года Вагенгейм; 21 сентября [3 октября] 1899, Петербург — 26 апреля 1934, Ленинград) — русский прозаик и поэт, принадлежавший к кругу Михаила Бахтина и группе ОБЭРИУ.

## Биография и творчество
Родился в Петербурге 21 сентября (3 октября) 1899 года в семье ротмистра жандармской службы Константина Адольфовича Вагенгейма (1868 — 1 сентября 1937, расстрелян) и Любови Алексеевны Баландиной (30 июля 1877 — после 1935), дочери золотопромышленника и городского главы Енисейска Алексея Софроновича Баландина. При вступлении в брак в 1897 году Константин Адольфович перешёл из лютеранства в православие. Со стороны отца семья была еврейского происхождения из местечка Жагоры Шавельского уезда, но лютеранство принял уже дед писателя — зубной врач и выпускник Медико-хирургической академии Адольф Самойлович Вагенгейм (1834—1907), с 1858 года служивший зубным врачом Петербургской дирекции Императорских театров. Видными зубными врачами были также брат деда Людвиг Самойлович Вагенгейм (1821—1889) и его отец — придворный дантист Самуил Бернгардович Вагенгейм. До 1918 года семья жила на Литейном проспекте, в доме 25, принадлежавшем Любови Алексеевне. В советское время родители были репрессированы.
Константин Вагинов (Вагенгейм) получил образование в гимназии Я. Гуревича, где проучился с 1908 по 1917 год. В 1915 году членам семьи Вагенгеймов (отец, мать и трое сыновей) высочайше было позволено именоваться Вагиновыми (искусственная переделка фамилии, связанная с антинемецкими настроениями в России). Летом 1917 года поступил на юридический факультет Петроградского университета, в 1919 году был мобилизован в Красную армию. Воевал на польском фронте и за Уралом.
В 1920 году или в начале 1921 года Вагинов вернулся в Петроград, поселившись в доме № 105 по набережной Екатерининского канала.
Ещё в гимназии Вагинов начал писать стихи, подражая «Цветам зла» Бодлера. В поэзии Вагинова одно из центральных мест занимает образ Петербурга. Вагинов собирает и изучает литературу по античной истории и археологии, имеет прекрасную коллекцию монет.
Вагинов входит в разнообразные поэтические группы, в большом количестве существовавшие в Петрограде начала 1920-х годов, а летом 1921 года был принят в «Цех поэтов» Николая Гумилёва. В то же время вместе с Н. Тихоновым, П. Волковым и С. Колбасьевым основал группу «Островитяне». В сентябре 1921 года «Островитяне» выпустили первый (машинописный) сборник стихов, в котором впервые были напечатаны стихи Вагинова. Было объявлено о готовящихся к выходу книгах стихов Вагинова «Петербургские ночи» и прозы «Монастырь Господа нашего Аполлона», но эти издания так и не удалось осуществить из-за нехватки средств. Однако «Монастырь Господа нашего Аполлона» был напечатан в 1922 году в первом выпуске альманаха «Абраксас» под ред. М. Кузмина и А. Радловой. В конце 1921 года усилиями другой литературной группы, «Кольца поэтов им. К. Фофанова», вышла первая книга стихов Вагинова «Путешествие в Хаос».
Хотя Вагинов, по его собственным словам, в 1921—1922 годах «состоял почти во всех поэтических объединениях Петрограда», его нельзя причислить к какой-либо школе. Поэзия Вагинова носила ярко индивидуальный характер.
В 1923—1927 годах Вагинов учился на словесном отделении Высших государственных курсов искусствоведения при Институте истории искусств, одновременно слушая лекции на изобразительном отделении. Среди его преподавателей были Ю. Тынянов, Б. Эйхенбаум, Б. Энгельгардт.
В 1924 году Вагинов знакомится с Михаилом Бахтиным, который высоко оценил его творчество и прежде всего его «карнавальные» романы. В круге Бахтина Вагинов знакомится с И. И. Соллертинским, М. В. Юдиной, П. Н. Медведевым, Л. В. Пумпянским.
В 1926 году выходит в свет книга стихотворений Вагинова (без названия), в 1931 году — «Опыты соединения слов посредством ритма».
Вагинов известен прежде всего как прозаик, автор модернистских романов «Козлиная песнь», «Труды и дни Свистонова», «Бамбочада», «Гарпагониана».
В 1927 году был арестован его отец (к тому времени работавший бухгалтером) и Особым совещанием Коллегии ОГПУ 2 сентября 1927 года осуждён по ст. 58-11 УК РСФСР на 3 года ссылки в Сибирь, где устроился счетоводом. Повторно арестован 16 августа 1937 года в Оренбургской области и приговорён тройкой к расстрелу. Мать писателя также была выслана в Оренбург, вызвана в управление НКВД и не вернулась; его брат Алексей с женой погибли в блокаду.
В 1928 году Вагинов вместе с Д. Хармсом, А. Введенским и Н. Заболоцким принимает участие в знаменитом вечере обэриутов «Три левых часа», который впоследствии в пародийной форме выводит в своём романе «Труды и дни Свистонова».
26 апреля 1934 года после продолжительного заболевания туберкулёзом Вагинов умер.
Был похоронен на Смоленском православном кладбище, могила не сохранилась.
На страницах «Литературного Ленинграда» появляется некролог за авторством Вс. Рождественского и Н. Чуковского: «Облик Кости Вагинова был отмечен чертами исключительного личного обаяния. Строгий и требовательный к себе, замкнутый в сфере своих творческих замыслов, до предела скромный в оценке собственных достижений, — он с искренним сочувствием относился к работе своих сотоварищей по литературе и оставил по себе долгую и прочную память в поэтическом содружестве последних лет как тонкий и изысканный мастер, прекрасный товарищ, вдумчивый и взыскательный друг».

## Оценка творчества
Благодаря открытию заново обэриутов, начавшемуся в 1960-х, обратили внимание и на Вагинова. Леонид Чертков подготовил в Германии первое «Собрание стихотворений» Вагинова, вышедшее в 1982 году. В 1983 году в США вышел роман «Гарпагониана». Переиздания и новые публикации писателя в СССР появились только в 1989 году, во время Перестройки.
Проза Вагинова представляет собой сложное и многоплановое явление. В ней можно обнаружить влияния петербургских повестей Гоголя и Достоевского, Андрея Белого, античного романа и новелл Возрождения, плутовского романа XVIII века.

## Память
Поскольку Вагинов был увлечённым нумизматом и коллекционером (даже в его литературном творчестве исследователи усматривают принцип коллекционирования), в 2023 году в Санкт-Петербурге была учреждена Всероссийская поэтическо-нумизматическая премия имени Константина Вагинова.

## Основные сочинения

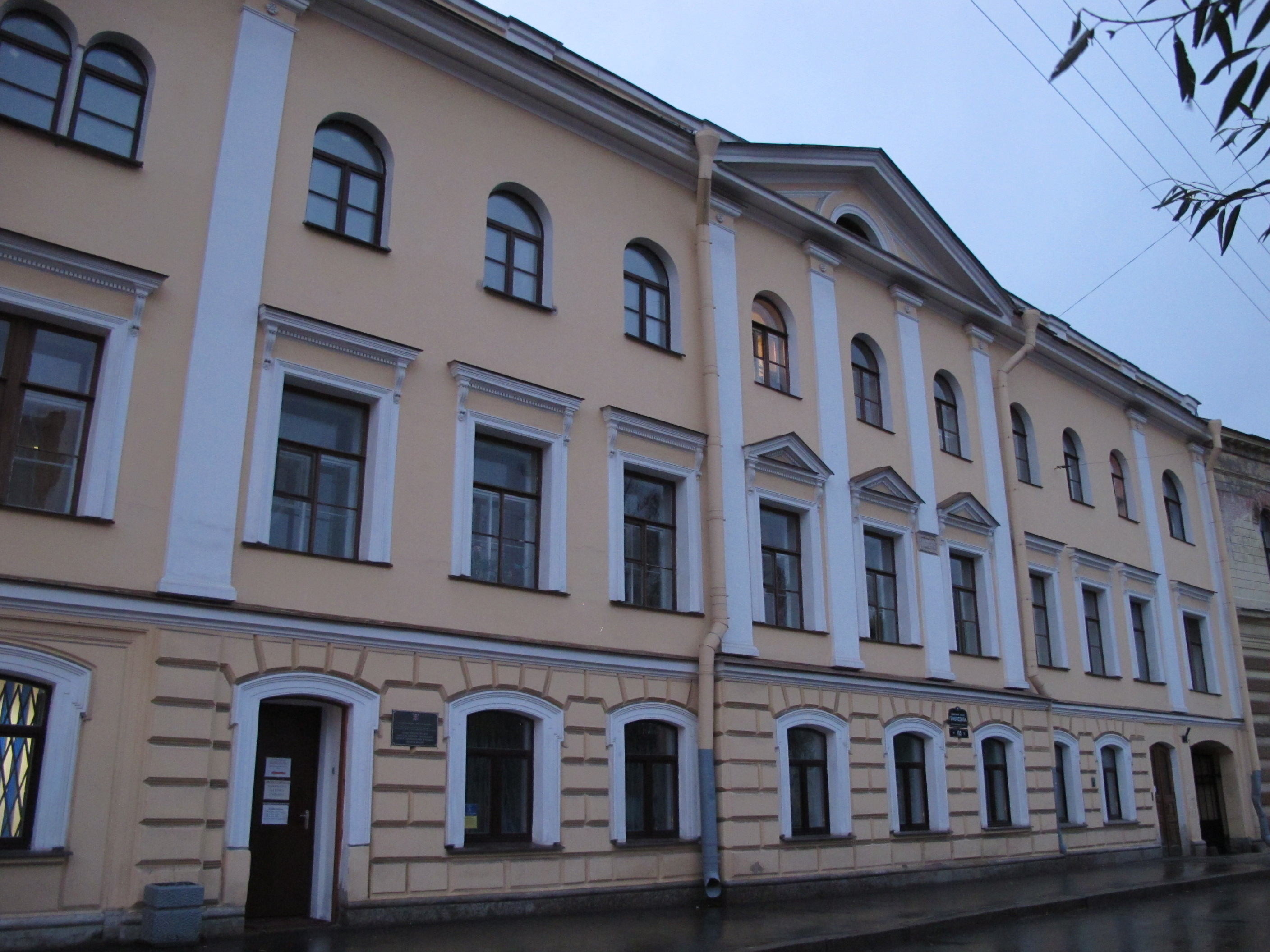
Дом, в котором жил Константин Вагинов в 1920—1934 годах

- Путешествие в Хаос. Пг., 1921 (репринт: Ann Arbor: Ardis, 1972)
- Петербургские ночи (1922; печатались отдельные стихотворения из книги; впервые в авторской редакции опубликовано: СПб.: Гиперион, 2002)
- [Стихотворения]. Л., 1926 (репринт: Ann Arbor: Ardis, 1978)
- Опыты соединения слов посредством ритма. Л., Изд. писателей, 1931 (репринт: М.: Книга, 1991)
- Козлиная песнь: Роман. Л.: Прибой, 1928 (репринт: Нью-Йорк: Серебряный век, 1978)
- Труды и дни Свистонова: Роман. Л.: Издательство писателей, 1929 (репринт: Нью-Йорк: Серебряный век, 1984)
- Бамбочада: Роман. Л.: Издательство писателей, 1931
- Гарпагониана: Роман (1933, впервые издан под неправильным названием «Гарпагониада»: Ann Arbor: Ardis, 1983)

## Издания сочинений Вагинова
- Вагинов К. К. Собрание стихотворений / Сост., послесловие и примеч. Л. Черткова. Предисловие В. Казака. — Мünchen: Sagner, 1982. — (Arbeiten und Texte zur Slavistik; 26).
- Вагинов К. К. Гарпагониада. — Ann Arbor: Ardis, 1983.
- Вагинов К. К. Труды и дни Свистонова / Предисловие Л. Палеари. — Нью-Йорк: Серебряный век, 1984.
- Вагинов К. К. Козлиная песнь. Труды и дни Свистонова. Бамбочада / Сост. А. И. Вагиновой. Подготовка текста, вступ. статья Т. Л. Никольской. — М.: Художественная литература, 1989. — 480 с., 100 000 экз. — (Забытая книга).
- Вагинов К. К. Романы. — М.: Художественная литература, 1991. — 480 с., 100 000 экз.
- Вагинов К. К. Козлиная песнь: Романы / Вступ. статья Т. Л. Никольской, примеч. Т. Л. Никольской и В. И. Эрля. — М.: Современник, 1991. — 592 с., 100 000 экз. — (Из наследия). ISBN 5-270-01015-1
- Вагинов К. К. Стихотворения и поэмы / Подгот. текстов, сост., вступ. ст., примеч. А. Г. Герасимовой. — Томск: Водолей, 1998. ISBN 5-7137-0104-2
- Вагинов К. К.  Полное собрание сочинений в прозе / Примечания Т. Л. Никольской и В. И. Эрля. — СПб.: Академический проект, 1999. — ISBN 5-7331-0163-6.
- Вагинов К. К. Петербургские ночи / Подгот. текста, статья и коммент. А. Л. Дмитренко. — СПб.: Гиперион, 2002. — (Петербургская поэтическая культура, 1). ISBN 5-89332-050-6
- Вагинов К. К. Козлиная песнь: Романы, стихи. — М.: Эксмо, 2008. — 608 с. — (Русская классика XX века).
- Вагинов К. К. Песня слов / Сост., подгот. текста, вступ. ст. и примеч. А. Г. Герасимовой. — М.: ОГИ, 2012 (2-е изд.: 2016). — 368 с.
- Вагинов К. К. Козлиная песнь: Роман / Подготовка текста, коммент. Д. М. Бреслера, А. Л. Дмитренко, Н. И. Фаликовой. Статья Н. И. Николаева. Статья И. А. Хадикова и А. Л. Дмитренко. Ил. Е. Г. Посецельской. — СПб.: Вита Нова, 2019. — 424 с. — (Рукописи).
- Вагинов К. К. Семечки. Записная книжка Константина Вагинова. (Комментированное издание) / ред.-сост. Д. М. Бреслер, М. Л. Лурье. — СПб.: Издательство Европейского университета в Санкт-Петербурге, 2023. — 432 с.

## Исследования
- Лексикон русской литературы XX века = Lexikon der russischen Literatur ab 1917 / В. Казак ; [пер. с нем.]. — М. : РИК «Культура», 1996. — XVIII, 491, [1] с. — 5000 экз. — ISBN 5-8334-0019-8.
- Блюм А., Мартынов И. Петроградские библиофилы. По страницам сатирических романов Константина Вагинова // Альманах библиофила. Вып. 4. М., 1977. С. 217—235.
- Evgeny Pavlov. Writing as Mortification: Allegories of History in Konstantin Vaginovʼs Trudy i Dni Svistonova // Russian Literature, 69, № 2-4, 15 February-15 May 2011. P. 359—381.
- Бреслер Д. М., Дмитренко А. Л. Константин Вагинов в диалоге с пролетариатом (литкружок завода «Светлана» и работа над историей Нарвской заставы) // Русская литература. 2013. № 4. С. 212—234.